# Андреевские
Андреевские — несколько российских дворянских родов.
В Гербовник внесены четыре фамилии этого имени, из которых писались Андреевской и Андреевский:
1. Григорий Андреевский, пожалованный в дворянское достоинство в 1741 году (Герб. Часть III. № 137).
2. Ефим Андреевский, произведённый в коллежские асессоры в 1812 году (Герб. Часть XI. № 113).
3. Потомство Константина Эрастовича Андреевского, надворного советника (Герб. Часть XVII. № 75.
4. Андреевские (Герб. Часть XXI. № 30)[1][2].

## Происхождение и история рода
Предок этого рода Иероним Рафаилович Андреевский происходил из польской шляхты, служил чашником Слонимским и от короля Польского и Великого князя Литовского Яна II Казимира пожалован в 1656 г за услуги местностями в княжестве Жмудском. Камер-фурьер Степан Степанович Андреевский Высочайшею грамотою Императрицы Екатерины II в 1791 г возведён в дворянское Российской Империи достоинство по собственным заслугам и по происхождению от деда Иеронима. Род этот внесён в родословную книгу Тверской, Московской и Тамбовской губерний. Указом департамента герольдии от 14 апреля 1858 года № 2509 велено перенести герб Андреевских из 4 (иностранные роды) в 6 часть (древние благородные роды) родословной книги.

#### Представители рода
- Андреевский, Иероним Рафаилович — чашник Слонимский.
- Андреевский, Степан Степанович (1726 — 05.02.1812) — камердинер великого князя Павла Петровича, камер-фурьер.
  - Андреевский, Николай Степанович (1771 — 1839) — генерал-майор, участник Бородинского сражения.
  - Андреевский, Константин Степанович (1786 — 1836) — генерал-майор, участник Бородинского сражения, командир 39-го Егерского полка.
  - Андреевский, Степан Степанович (1784 — 1843) — генерал-майор, герой Войны 1812 г, командир Лейб-гвардии Уланского полка.
    - Андреевский, Владимир Михайлович (1858 — 1942) — русский государственный деятель, член Государственного совета, внук предыдущего.
    - Андреевский, Сергей Сергеевич (1857 — 1930) — русский государственный деятель, сенатор, внук предыдущего.

Герб данного рода представляет собой изменённый вариант польского герба Прус I:
В красном поле серебряный крест с положенной под оным стрелою концом вверх обращенной. Щит увенчан обыкновенным дворянским шлемом с выходящею в локте согнутую рукою держащею меч. Намёт на щите красный подложенный серебром
Описание и рисунок герба (диплом 13 марта 1791 года), не внесенного в Общий гербовник дворянских родов Всероссийской империи, были опубликованы С. Н. Тройницким в журнале «Гербовед». Рисунок выполнил известный геральдический художник начала XX в. Г. И. Нарбут

## Описание гербов

### Герб Андреевских 1785 г.
В Гербовнике Анисима Титовича Князева 1785 года имеется изображение печати с гербом Степана Степановича Андреевских: в золотом поле щита изображены, накрест, серые сабля и стрела, остриями вниз. Над ними, голубой лапчатый крест, по бокам — по серебряной шестиконечной звезде, внизу — серебряный полумесяц рогами вверх. Щит увенчан коронованным дворянским шлемом с шейным клейнодом. Цветовая гамма намёта не определена.

### Герб. Часть III. № 137
Григорий Андреевский происходил из крестьян Новгородского уезда. В службу поступил в 1725 году, с 1733 года — гренадер Лейб-гвардии Преображенского полка. Находясь в Лейб-Кампании, по именному указу Государыни Императрицы Елизаветы Петровны 31 декабря 1741 года пожалован в потомственное дворянское достоинство.
Герб Андреевского внесен в Часть 3 Общего гербовника дворянских родов Всероссийской империи, № 137:
Щит разделён перпендикулярно на две части, из коих в правой в чёрном поле между тремя серебряными пятиугольными Звёздами изображено золотое Стропило, с означенными на оном тремя горящими Гранатами натурального цвета. В левой части в зеленом поле пять золотых хлебных Снопов, красным перевязанные. Щит увенчан обыкновенным Дворянским Шлемом, на котором наложена Лейб-Кампании гренадерская Шапка со страусовыми перьями, красного и белого цвета, а по сторонам оной Шапки видны два черных орлиных Крыла, и на них по три серебряные Звезды. Намёт на щите зеленого и чёрного цвета, подложенный с правой стороны серебром, а с левой золотом.

### Герб. Часть XI. № 113
Доктор медицины Ефим Иванович Андреевский в службу поступил в 1811 году; 18 декабря 1812 произведён в коллежские асессоры и, находясь в чине статского советника, 19 марта 1837 года, получил диплом на потомственное дворянское достоинство.
Среди представителей данного рода Андреевских — сам Ефим Иванович и его дети:
- Андреевский, Ефим Иванович (1788—1840) — гоф-медик, учредитель и первый президент «Общества русских врачей» в Петербурге.
  - Андреевский, Николай Ефимович (1822—1889) — русский государственный деятель, губернатор.
  - Андреевский, Иван Ефимович (1831—1891) — русский юрист, педагог, редактор, общественный деятель, ректор Санкт-Петербургского Университета.

Герб этого рода внесен в Часть 11 Общего гербовника дворянских родов Всероссийской империи, стр. 113:
Щит полурассечен пересечен. В первой, червленой части, золотое орлиное крыло, влево. Во второй, лазурной части, три серебряные о шести лучах звезды 2,1. В третьей, золотой части, накрест положенные червленый жезл, обвитый такою же змеёю, и лазурный меч. Щит увенчан дворянским шлемом и короною. Нашлемник: три серебряных страусовых пера. Намёт: справа – червленый с золотом, слева – лазурный с серебром.

### Герб. Часть XVII. № 75
Данный род Андреевских происходит от Степана Анисимовича Андреевского († после 1813), дворянина Киевской губернии.
Представители рода:
- Андреевский, Эраст Степанович (1809—1872) — медик Российской империи, генерал-штаб-доктор Кавказа.
  - Андреевский, Константин Эрастович — государственный деятель, действительный статский советник
- Андреевский, Аркадий Степанович (1812—1881) — председатель Екатеринославской казённой палаты.
  - Андреевский, Сергей Аркадьевич (1847—1919) — русский поэт, переводчик, критик, судебный оратор.
  - Андреевский, Михаил Аркадьевич (1847—1879) — математик, профессор Варшавского университета.
  - Андреевский, Павел Аркадьевич (1849—1890) — присяжный поверенный, редактор газеты «Заря».
  - Андреевский, Николай Аркадьевич (1852—1880) — филолог.

Герб, пожалованный «Андреевскому, Константину Эрастову, надворному советнику, и семейству» был внесен в 17 часть Общего Гербовника дворянских родов Всероссийской Империи под № 75:

В червленом щите золотая подкова шипами вниз. На ней золотой с широкими концами крест. В подкове между шипов такой же золотой с широкими концами крест. Щит увенчан дворянским коронованным шлемом. Нашлемник: три страусовых пера: среднее — золотое, крайние — червленые. Намёт: червленый с золотом.
— ОГ XVII, 75
С. Н. Тройницкий в примечаниях к изданному им в 1912 г. гербовнику Анисима Титовича Князева сообщает: Герб Андреевских, Константина Эрастова с семейством, представляет собой с измененными цветами польский герб Любич.

### Герб. Часть XXI. № 30
В 21 часть Общего Гербовника дворянских родов Всероссийской Империи, стр. 30 внесён герб ещё одного рода Андреевских:
В серебряном щите червленый Андреевский крест. В главе щита Георгиевская о трёх черных и двух оранжевых полосах лента вдоль, обремененная крестом Военного ордена Святого Великомученика и Победоносца Георгия. Щит увенчан дворянским коронованным шлемом. Нашлемник: рука в серебряных латах, держащая серебряный с золотой рукояткой меч. Намёт серебряный, подложенный червленью.
Изображенные в гербе дворян Андреевских эмблемы указывают: Андреевский крест - на фамильное прозвание, а Георгиевский крест и рука с мечом - на военную службу родоначальника их подполковника Владимира Андреевского и пожалование его орденом Св. Георгия 4-й ст., которым приобрёл он потомственное дворянство
.